# Cérémonie des Contes et Lumières
La Cérémonie des Contes et Lumières est un spectacle, créé pour la saison de Noël de 2004 du Parc Disneyland à Disneyland Paris. Il consiste à illuminer les décorations de Noël de Main Street U.S.A..

## Caractéristiques
- Début : novembre 2004
- Durée : environ 15 minutes en 2004 et 2006, 20 minutes en 2005
- Lieu : Central Plaza, pour les personnages Disney, Main Street U.S.A. pour les arcades ou lampadaires de Noël, et Town Square pour le sapin de Noël.
- Compositeur de la musique : Vasile Sirli
- Horaires : pendant la saison de Noël, dans le Parc Disneyland, à 18h en 2004 et 2005, et à 19h en 2006

## Description
Attention, cette description est celle de la version de 2006.
Première partie : les Personnages Disney
Après l'annonce traditionnelle en français et en anglais, Minnie Mouse, Dingo, Daisy Duck, Donald Duck, Tic et Tac arrivent sur la scène en chantant en chœur Deck the Halls. S'ensuit une petite salutation des personnages, qui continuent à chanter en chœur devant le public, sur la scène centrale circulaire, avant de s'arrêter pour parler au son de la chanson Chante, c'est Noël.
« Happy holidays » déclare ensuite Minnie, suivie de Dingo qui dit alors de décorer l'arbre de Noël. Les 
personnages chantent ensuite Jingle Bells', pendant que Dingo monte son arbre de Noël. Les personnages chantent alors ensuite Vive le Vent sur la même mélodie. Revient ensuite la mélodie de la parade de Noël du parc, Chante, c'est Noël, suivie de Petit Papa Noël, chanté dans une version raccourcie par Minnie. Chante, c'est Noël est entendu une dernière fois par les spectateurs, jusqu'à ce que Dingo et Minnie aperçoivent Mickey Mouse arriver depuis le Château de la Belle au Bois Dormant. Les personnages chantent alors Santa Claus is coming to town, transformé en Mickey Mouse is coming to town. C'est alors qu'au moment où Mickey arrive, Dingo et Donald branchent la prise du sapin, et font sauter (fictivement) les plombs du parc. Mickey prévient les spectateurs (et Dingo) de l'arrivée d'une autre surprise.
Deuxième partie : les Princesses Disney
Elles arrivent accompagnées de leur prince respectifs, et se mettent à danser sur la scène au son de la chanson One Man's Dream, issue du spectacle du même nom à Tokyo Disney Resort, tandis que Donald, Daisy, Dingo, Tic et Tac quittent la scène.
Troisième partie : l'illumination
Mickey montre alors la Fée Clochette qui apparait en haut du château. Celle-ci illumine progressivement le sapin de Noël, puis les personnages Disney s'aperçoivent de l'arrivée de la neige dans Main Street, puis les lampadaires de Noël s'illuminent au son de la musique Ringle Bells, enregistrée par les Carollers de Town Square.
Puis vient ensuite l'illumination du château, de bas en haut, petit à petit, puis le retour de la lumière sur Central Plaza. Mickey annonce ensuite la fin du spectacle, puis les personnages Disney quittent la scène, laissant les spectateurs observer les décorations.

## Anecdotes
- En 2005, la base des lampadaires était illuminée par des néons. Jugés froids en comparaison avec les arcades de Noël supprimées l'année précédente, ils ont été améliorés pour 2006.
- Une séquence avec des danseurs a été supprimée en 2006 pour éviter de frigorifier les spectateurs.
- Les dialogues ont été modifiés la même année pour que les gens regardent le sapin, situé au fond de Main Street.
- La séquence avec « la bande à Mickey » a été ajoutée depuis 2005 à la suite d'une demande du public.
- Lors du 15e anniversaire de Disneyland Paris, la scène sera réutilisée pour la Bougillumination.
- Pour voir la vidéo complète du spectacle, cliquez ici.